# PROPATRIA
De PROPATRIA-studie was een Nederlands klinisch onderzoek naar probiotische behandeling bij acute pancreatitis dat plaatsvond tussen 2003 en 2007, en in 2008 gepubliceerd werd. De studie kwam in opspraak toen bekend werd dat de mortaliteit van deelnemers die probiotica toegediend hadden gekregen hoger lag dan bij de controlegroep.

## Opzet
PROPATRIA (Probiotics in Pancreatitis Trial) was een dubbelblind, gerandomiseerd, placebo-gecontroleerd multi-center onderzoek. Het onderzoek had als doel aan te tonen dat het vroeg via de darm toedienen van probiotica tot een vermindering in infectieuze complicaties kon leiden bij patiënten met een acute pancreatitis.
Het werd uitgevoerd in alle Nederlandse Universitaire Medische Centra (destijds waren dit er 8) en 7 niet-academische ziekenhuizen. Het coördinerende centrum was het UMC Utrecht. Er zouden volgens protocol 200 patiënten geïncludeerd worden.
De studie is geregistreerd in het ISRCTN-register.

## Resultaten
152 deelnemers werden geïncludeerd in de probioticagroep, 144 in de placebogroep. In de probioticagroep overleed 16% van de patiënten, waar dit in de placebogroep slechts 6% was. Ook ontwikkelden 9 patiënten in de probioticagroep darmischemie (waarvan 8 fatale gevallen); dit kwam in de placebogroep niet voor.

## Nasleep
De Inspectie voor de Gezondheidszorg (IGZ, tegenwoordig IGJ), de Centrale Commissie Mensgebonden Onderzoek (CCMO), en de Voedsel en Waren Autoriteit (tegenwoordig NVWA) brachten naar aanleiding van de studie eind 2009 en gezamenlijk rapport uit, getiteld Onderzoek naar de PROPATRIA-studie (ondertitel Lessen voor het medisch-wetenschappelijk onderzoek met mensen in Nederland). Dit was de eerste keer dat de IGZ en de CCMO samenwerkten. Uit dit rapport bleek dat de PROPATRIA-studie niet volgens de toen geldende wetgeving en best practice was uitgevoerd, waardoor proefpersonen mogelijk risico hadden gelopen. Echter waren deze gebreken niet causaal te koppelen aan de slechte uitkomst van de interventiegroep. De nadruk van het rapport lag op de lessen over medisch onderzoek die te leren waren voor de toekomst.
Het UMC Utrecht, de universiteit die de studie coördineerde, liet in een reactie weten dat zij de voornamelijk procedurele tekortkomingen uit het IGZ-rapport betreurden.
De minister van Volksgezondheid, Welzijn en Sport Ab Klink reageerde op het IGZ-rapport in een brief aan de Tweede Kamer in april 2010. Hij schaarde zich breed achter de aanbevelingen in het rapport en benadrukte dat een aantal van de aanbevelingen meegenomen zouden worden bij de evaluatie van de Wet medisch-wetenschappelijk onderzoek met mensen. De PROPATRIA-casus kwam inderdaad voor als onderwerp van bespreking in de evaluatie in 2012.
De redactie van The Lancet, het tijdschrift dat het oorspronkelijke artikel over de PROPATRIA-studie had gepubliceerd, plaatste na het IGZ-rapport een statement of concern over de studie. In reactie hierop betwistte een van de oorspronkelijke onderzoekers in april 2010 in ditzelfde tijdschrift deels de bevindingen van de IGZ, en stond erop dat PROPATRIA wel degelijk de best practice had gevolgd bij het opzetten en uitvoeren van de studie.

## Verklaring van de resultaten
Een herevaluatie van de resultaten van PROPATRIA werd in 2016 gepubliceerd door twee auteurs, beide werkzaam aan het Radboudumc. Hierin werd de hoge mortaliteit niet toegeschreven aan de probiotica zelf, maar aan een aantal specifieke aspecten van de toediening. De auteurs adviseerden dat probiotica mogelijk veilig zouden zijn wanneer er onder andere rekening wordt gehouden met de hoeveelheid fermenteerbare koolhydraten en de dosering.